# Roberto Chery
Roberto Chery (Montevideo, 16 febbraio 1896 – Rio de Janeiro, 30 maggio 1919) è stato un calciatore uruguaiano, di ruolo portiere.

## Carriera
Estremo difensore del Peñarol e poeta dilettante, Chery si guadagnò dal ct. Severino Castillo la convocazione in nazionale uruguaiana per il Campeonato Sudamericano de Football 1919. Riserva di Cayetano Saporiti, Chery fu schierato da titolare nella seconda partita contro il Cile, disputata il 17 maggio all'Estádio das Laranjeiras di Rio de Janeiro. Durante l'incontro Chery subì lo strozzamento di un'ernia. Trasportato d'urgenza in ospedale, morì il 30 maggio, esattamente il giorno dopo la conclusione del torneo sudamericano. Aveva solo 23 anni.
In suo onore, il 1º giugno le nazionali di Brasile e di Argentina disputarono la Copa Roberto Chery, vestendo rispettivamente la casacca giallonera del Peñarol e quella celeste dell'Uruguay. La partita finì 3-3 e il trofeo fu donato al Peñarol.